# Triplophysa hialmari
Triplophysa hialmari är en fiskart som beskrevs av Prokofiev 2001. Triplophysa hialmari ingår i släktet Triplophysa och familjen grönlingsfiskar. Inga underarter finns listade i Catalogue of Life.